# Österåker (gemeente)
Österåker is een Zweedse gemeente in Uppland. De gemeente behoort tot de provincie Stockholms län. Ze heeft een totale oppervlakte van 558,2 km² en telde 36.867 inwoners in 2004.

## Plaatsen
- Åkersberga
- Skärgårdsstad
- Svinninge (Zweden)
- Rydbo
- Solberga (Uppland)
- Täljö
- Hagbyhöjden
- Stava
- Norrö
- Flaxenvik
- Bammarboda
- Gottsunda
- Dyvik

## Overig
- Anstalten Österåker, gevangenis bekend van het album På Österåker van Johnny Cash